# Arie Haan
Arend "Arie" Haan (sinh ngày 16 tháng 11 năm 1948) là tiền vệ huyền thoại của Hà Lan, nổi danh trong màu áo của các câu lạc bộ nổi tiếng như Ajax, Anderlecht, Standard Liège và PSV. Ông cũng là một mắt xích quan trọng trong thế hệ vàng của đội tuyển Hà Lan - tập thể từng hai lần liên tiếp trở thành á quân thế giới - cùng với những Johan Cruyff và Johan Neeskens. 
Người hâm mộ bóng đá trong thập niên 1970 nói đùa rằng Haan là cầu thủ có cái chân phải mạnh nhất hành tinh, vì ông có khả năng sút xa thành bàn từ khoảng cách 30-40 mét với độ chính xác cao. Siêu phẩm nổi tiếng của ông trong trận đấu với Ý ở World Cup 1978 được ghi từ khoảng cách 42 mét.
Haan từng là huấn luyện viên của các đội tuyển quốc gia Trung Quốc, Cameroon và Albania.

## Danh hiệu

### Cầu thủ
Ajax
- Vô địch Hà Lan: 1970, 1972, 1973
- Cúp KNVB: 1970, 1971, 1972
- Cúp C1 châu Âu: 1971, 1972, 1973
- Cúp Liên lục địa: 1972

Anderlecht
- Vô địch Bỉ: 1981
- Cúp bóng đá Bỉ: 1976
- Cúp C2 châu Âu: 1976, 1978
- Siêu cúp châu Âu: 1976, 1978

Standard Liège
- Vô địch Bỉ: 1982, 1983

### Huấn luyện viên
Anderlecht
- Vô địch Bỉ: 1985–86

Standard Liège
- Cúp bóng đá Bỉ: 1993

Thiên Tân Thái Đạt
- Cúp FA Trung Quốc: 2011